# Maker Faire

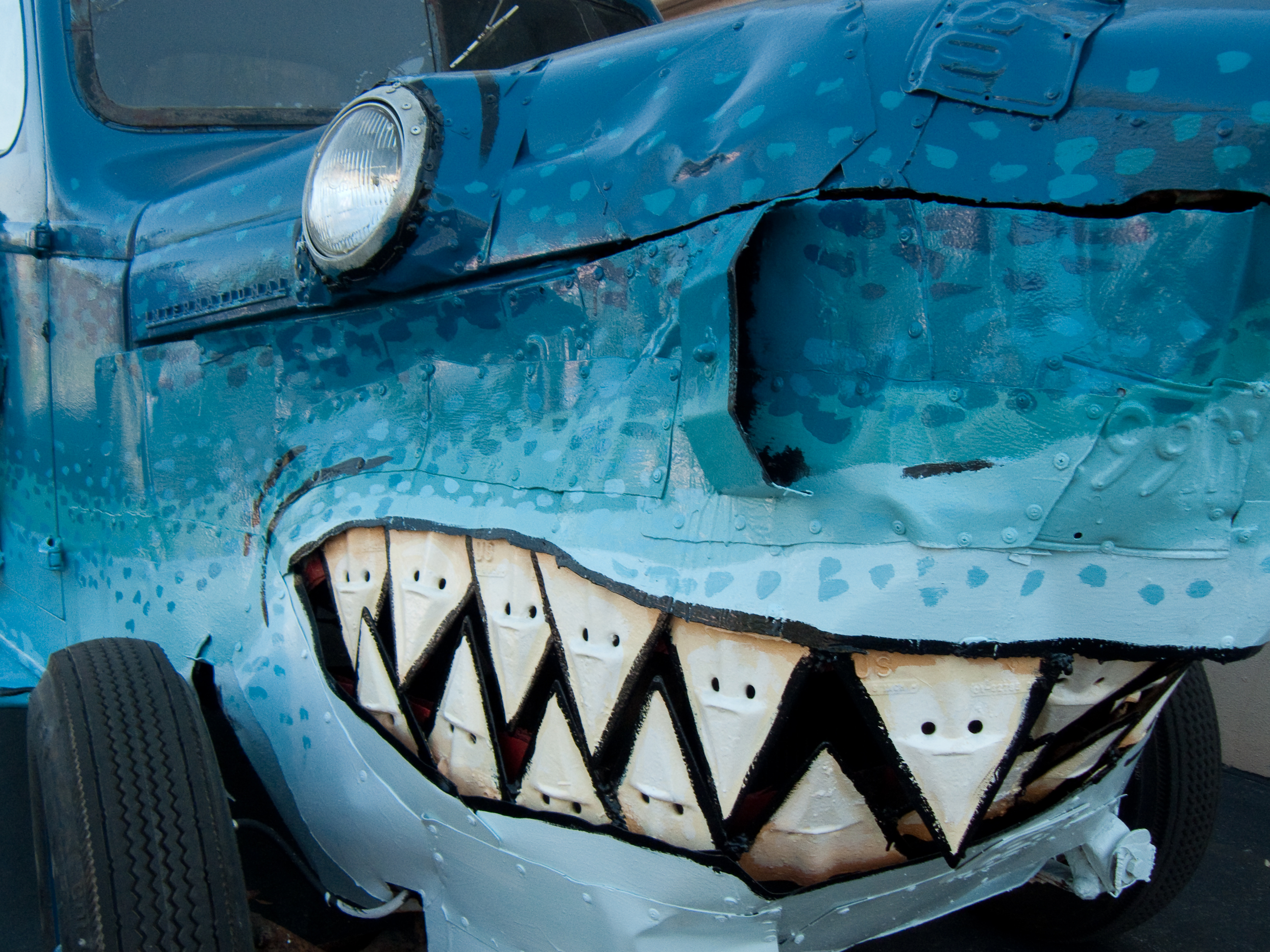
Акуломобіль(Sharkmobile) у Бей Ереа на Maker Faire 2009

Ярмарок мейкерів (англ. Maker Faire) — подія, створена журналом Make з метою «поширення мистецтв, ремесел, інженерії, наукових проектів та способу мислення „зроби сам‟ (DIY)».

## Флагманські ярмарки
Флагманські ярмарки мейкерів проходять у Сан Матео, Каліфорнія, Детройті та Нью-Йорку. Ярмарок мейкерів Нью-Йорк також відомий як «Всесвітній ярмарок мейкерів». Останнього часу Ярмарок мейкерів відбувся у Нью-Йорку у 2017.[1]

### Історія

#### 2008
Ярмарок мейкерів 2008 відбувся 3-4 травня, 2008 року, у Центрі подій громади Сан Матео (San Mateo County Event Center). Серед найпомітніших експонатів Ярмарку: настільна гра Мишоловка у людській розмір, кінетичний сталевий метелик з розмахом крил 55 дюйми, музична сцена з живленням від велосипеда, колісниця на сонячній енергії, яку тягнув робот у вигляді Арнольда Шварценеггера, [2] та загалом більше 500 стендів різних мейкерів. Ярмарок відвідало близько 65 тисяч людей. [3][4 Подію відвідали такі відомі гості, як Адам Севідж, Стефані Перл-Макфі, Лі Давид Злотов, [5] Тоні Бакстер, а також компанія Eepybird.
У 2008 році також відбувся додатковий Ярмарок мейкерів 18-19 жовтня в Остіні, Техас. [6]

## Міні ярмарки мейкерів та інші події

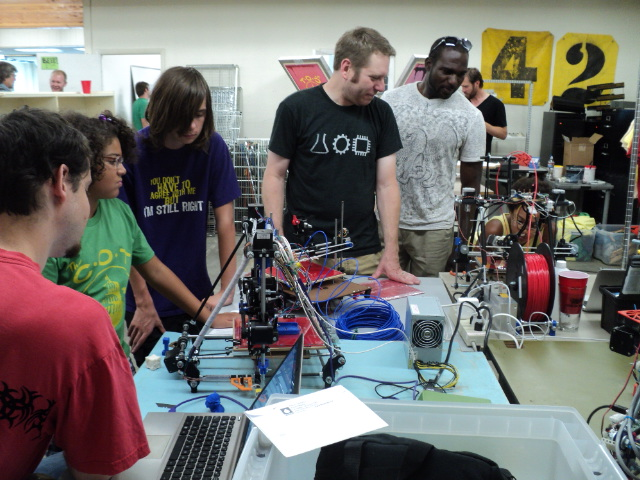
Діти беруть участь у Зустрічі мейкерів у місті Гарден, Айдахо

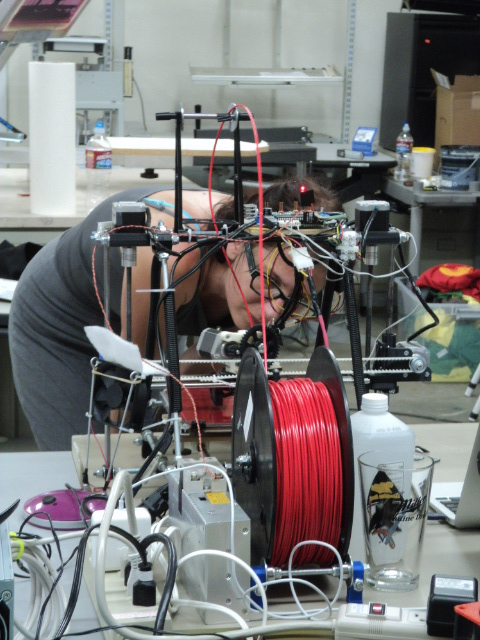
Організаторка розглядає проект

Журнал Make допомагає незалежним організаторам створювати менші за розмахом події Ярмарку мейкерів у місцевих громадах 
Незалежно організовані події називаються Міні ярмарки мейкерів (Mini Maker Faires). Такі мотивовані громадою Міні ярмарки мейкерів з'явилися по території США з подіями у Енн Арбор, Пітсбурзі, Севастополі, Аспені, Канзас-Сіті, Даремі, Окленді, Бостоні і Делі. У Канаді наразі є чотири Міні ярмарки мейкерів в Оттаві, Торонто, Ванкувері та на острові Ванкувер. [7]
У 2011 році Міні ярмарки мейкерів відбулися у Канаді (Торонто, Ванкувер), Великій Британії (Брайтон) та у ряді міст США: Пітсбург, штат Пенсильванія; Фенікс, штат Арізона; Окленд, штат Каліфорнія; Форт Вейн, штат Індіана; Фішерс, штат Індіана; Провіденс, штат Род-Айленд; Атланта, штат Джорджія; Канзас-Сіті, штат Міссурі; Ралі, штат Північна Кароліна; Пулсбо, штат Вашингтон; Енн Арбор, штат Мічиган; Лінтікум, штат Меріленд; Вестпорт, штат Коннектикут; та Урбана, штат Іллінойс.

### Минулі події
Ярмарки Мейкерів також проходять у Європі, Азії, Південній Америці та Африці. Перший Ярмарок Мейкерів у Великій Британії відбувся 14-15 березня 2009 року у Ньюкаслі-апон-Тайн як спільна подія з науковим фестивалем Newcastle ScienceFest.
У США Ярмарок Мейкерів Род-Айленд 2009 був призначений на 6-19 вересня. Перший Ярмарок Мейкерів Північна Кароліна 2010 відбувся 25 квітня у Даремі, штат Північна Кароліна. У 2011 він переїхав до Ралі, штат Північна Кароліна. 
Перший у Канаді Міні Ярмарок Мейкерів пройшов 6-7 листопада 2010 року в Оттаві, Онтаріо. 
Ярмарок Мейкерів продовжує поширювати свою географію. Перший Ярмарок Мейкерів у Гонконзі пройшов у 2014 році. Масштабний Ярмарок Мейкерів Гонконг був організований Політехнічним університетом Гонконга під керівництвом доктора Кліффорда Чой з Школи Дизайну (School of Design) у листопаді 2015 та квітні 2017. [11][12]

## В Україні
В Україні перший  Ярмарок Мейкерів відбувся у червні 2014 року в Києві [Архівовано 22 березня 2022 у Wayback Machine.]. Організатори отримали ліцензію на незалежне проведення ярмаку, формат Mini Maker Faire. За чотири роки організаторам вдалося провести 13 подій у містах Львів [Архівовано 16 червня 2021 у Wayback Machine.], Одеса [Архівовано 29 червня 2019 у Wayback Machine.], Харків [Архівовано 29 червня 2019 у Wayback Machine.], Дніпро [Архівовано 29 червня 2019 у Wayback Machine.] та Київ [Архівовано 22 березня 2022 у Wayback Machine.].